# Luca Serafini
Luca Serafini (Milano, 12 agosto 1961) è un giornalista e scrittore italiano.

## Carriera
Inizia il suo lavoro di giornalista a Brescia, dove la famiglia si trasferisce da Milano a metà anni settanta. Dal 1978 collabora per la cronaca nera con i quotidiani La Notte, Giornale di Brescia, Bresciaoggi e Brescia Telenord.
Dello sport e in particolare del calcio, inizia ad occuparsi dal 1982 quando Vittorio Feltri diventa direttore di Bergamo-oggi e lo chiama insieme con Cristiano Gatti, Cristina Moro, Riccardo Venchiarutti e l'allora vice direttore Maurizio Belpietro. Continua ad occuparsi di nera, ma contemporaneamente inizia a lavorare come telecronista per Telemeridiana dove segue le partite dell'Atalanta Bergamasca Calcio. Con Feltri e Belpietro collaborerà ancora per L'Indipendente, L'Europeo e Il Giornale.
Nel 1983 Maurizio Mosca lo porta a Supergol, neonato mensile della Alberto Peruzzo Editore. Nell'aprile 1987 passa a Forza Milan!, mensile ufficiale dell'Associazione Calcio Milan alla cui direzione è Gigi Vesigna, nel gruppo TV Sorrisi e Canzoni di proprietà Silvio Berlusconi Editore.
Dal 1988 al 2014 collabora con R101, dove cura diversi programmi con Mosca, Massimo Valli, Alessandro Costacurta, Martina Colombari e Diego Abatantuono.
Nell'ottobre del 1991 diventa redattore capo di TELE+2, il primo canale televisivo tematico sportivo a pagamento italiano. Dal 1993 cura con Aldo Biscardi Il processo del lunedì. Nel 1996 passa a Mediaset dove oltre che inviato di  Studio Sport, sempre insieme a Mosca, collabora da autore a diversi programmi: Calciomania, L'appello del martedì e Italia 1 Sport. In seguito con Giorgio Terruzzi cura Studio Sport XXL, settimanale di approfondimento di Sport Mediaset su Italia 1. Inoltre dal 2002 al 2007, con Terruzzi ed Ettore Rognoni, è condirettore del settimanale cartaceo Controcampo, spin-off dell'omonimo programma di Italia 1.

Serafini nella redazione di Forza Milan! nel 1988

Nel 2014 lascia Mediaset per dedicarsi alla scrittura. Nello stesso anno pubblica La rivoluzione di Giuseppe. Poi nel 2018 Lady Stalker e nel 2022 Il cuore di un uomo (Rizzoli), biografia romanzata del chirurgo argentino René Favaloro considerato da molti il padre del bypass aorto-coronarico, con cui vince nel 2020 nella sezione inediti il premio letterario "Angelo Zanibelli – La parola che cura".
Negli anni seguenti è opinionista per Sportitalia, Milan TV e 7 Gold. Dal 2024 è inoltre direttore responsabile per Milano Wine Week di Vendemmie, magazine di viticoltura, agricoltura, ristorazione e ambiente.

## Opere
- 1995 - Soianito (Gruppo Editoriale Viator)[11]
- 2005 - L'oro di Sheva (Giunti Editore), con Andrij Ševčenko[12]
- 2006 - Il libro delle liste sul calcio (Sperling & Kupfer), con Stephen R. Foster
- 2007 - Calcinculo (Edizioni Controcampo), con Diego Abatantuono[13]
- 2011 - La vita è una (Rizzoli), con Martina Colombari[14]
- 2011 - Sembra facile diventare genitori grazie alla fede e alla scienza (Gruppo Editoriale Viator), con Ugo Conti[15]
- 2014 - La rivoluzione di Giuseppe (Gruppo Editoriale Viator)[16]
- 2018 - Lady Stalker (Albatros - Il filo)
- 2022 - Il cuore di un uomo (Rizzoli)

## Riconoscimenti
- 2014 Miglior giornalista (Top 11 Tuttomercatoweb.com)[17]
- 2020 Premio letterario "Angelo Zanibelli – La parola che cura" per il libro Il cuore di un uomo (Rizzoli)[6]